# Даугавпілс (футбольний клуб)
«Даугавпілс» (латис. BFC Daugavpils) — латвійський футбольний клуб із однойменного міста, заснований 2009 року.

## Історія
Клуб був створений у 2009 році і з сезону 2010 став виступати у другому за рівнем дивізіоні країни. У сезоні 2013 року клуб посів перше місце і вперше в своїй історії вийшов до вищого дивізіону чемпіонату Латвії. Там клуб провів три сезони, але в останньому, 2016 року, клуб зайняв останнє восьме місце у чемпіонаті і покинув вищий дивізіон.
У сезоні 2018 року «Даугавпілс» співпрацював з футбольним клубом «Прогрес», тому мав назву «БФК Даугавпілс/Прогрес» і зумів зайняти перше місце, завдяки чому знову повернувся в елітний дивізіон із сезону 2019.